# 羅漢山駅
羅漢山駅（らかんざんえき）は中華人民共和国福建省福州市晋安区にある福州地下鉄1号線の駅。2017年1月6日に開業した。

## 駅構造
島式ホーム1面2線を有する地下駅であり、出口は5か所ある。

### 駅階層
| 地面    |                              | 出入口                               |
| 地下1階 |                              | 出入口通路、駅設備                   |
| 地下2階 | ホール                       | 改札口、駅事務所                     |
| 地下3階 | ■1番線                       | → ← ■1号線 象峰方面 （秀山）         |
| 地下3階 | 島式ホーム、左側のドアが開く |                                      |
| 地下3階 | ■2番線                       | → ■1号線 三江口方面 （福州火車站） → |

## 駅周辺
バスの停留所が設置されている。

## 歴史
- 2014年10月14日 - 秀山〜羅漢山間のトンネルが貫通する[3]。
- 2017年1月6日 - 開業[1][2]。

## 隣の駅
福州地下鉄
■1号線
秀山駅 - 羅漢山駅 - 福州火車站駅